# Fontanas (Alt Loira)
Fontannes és un municipi francès situat al departament de l'Alt Loira i a la regió d'Alvèrnia-Roine-Alps. L'any 2007 tenia 1.119 habitants.

## Demografia

### Població
El 2007 la població de fet de Fontannes era de 1.119 persones. Hi havia 436 famílies de les quals 155 eren unipersonals (71 homes vivint sols i 84 dones vivint soles), 105 parelles sense fills, 168 parelles amb fills i 8 famílies monoparentals amb fills.
La població ha evolucionat segons el següent gràfic:
Habitants censats

### Habitatges
El 2007 hi havia 531 habitatges, 455 eren l'habitatge principal de la família, 38 eren segones residències i 38 estaven desocupats. 392 eren cases i 106 eren apartaments. Dels 455 habitatges principals, 251 estaven ocupats pels seus propietaris, 189 estaven llogats i ocupats pels llogaters i 15 estaven cedits a títol gratuït; 54 tenien una cambra, 33 en tenien dues, 59 en tenien tres, 103 en tenien quatre i 207 en tenien cinc o més. 324 habitatges disposaven pel capbaix d'una plaça de pàrquing. A 209 habitatges hi havia un automòbil i a 203 n'hi havia dos o més.

### Piràmide de població
La piràmide de població per edats i sexe el 2009 era:
| Homes | Edats   | Dones |
| ----- | ------- | ----- |
| 0     | 95 o +  | 0     |
| 0     | 90 a 94 | 0     |
| 4     | 85 a 89 | 4     |
| 4     | 80 a 84 | 4     |
| 8     | 75 a 79 | 28    |
| 12    | 70 a 74 | 4     |
| 20    | 65 a 69 | 8     |
| 4     | 60 a 64 | 20    |
| 24    | 55 a 59 | 24    |
| 32    | 50 a 54 | 16    |
| 28    | 45 a 49 | 36    |
| 28    | 40 a 44 | 44    |
| 44    | 35 a 39 | 44    |
| 24    | 30 a 34 | 32    |
| 36    | 25 a 29 | 24    |
| 72    | 20 a 24 | 28    |
| 28    | 15 a 19 | 28    |
| 28    | 10 a 14 | 24    |
| 28    | 5 a 9   | 24    |
| 12    | 0 a 4   | 36    |

## Economia
El 2007 la població en edat de treballar era de 780 persones, 555 eren actives i 225 eren inactives. De les 555 persones actives 516 estaven ocupades (300 homes i 216 dones) i 39 estaven aturades (12 homes i 27 dones). De les 225 persones inactives 42 estaven jubilades, 141 estaven estudiant i 42 estaven classificades com a «altres inactius».

### Ingressos
El 2009 a Fontannes hi havia 376 unitats fiscals que integraven 954 persones, la mediana anual d'ingressos fiscals per persona era de 15.709 €.

### Activitats econòmiques
Dels 26 establiments que hi havia el 2007, 1 era d'una empresa extractiva, 1 d'una empresa alimentària, 1 d'una empresa de fabricació d'altres productes industrials, 6 d'empreses de construcció, 4 d'empreses de comerç i reparació d'automòbils, 1 d'una empresa de transport, 3 d'empreses d'hostatgeria i restauració, 1 d'una empresa d'informació i comunicació, 1 d'una empresa financera, 2 d'empreses de serveis, 3 d'entitats de l'administració pública i 2 d'empreses classificades com a «altres activitats de serveis».
Dels 9 establiments de servei als particulars que hi havia el 2009, 2 eren tallers de reparació d'automòbils i de material agrícola, 2 lampisteries, 1 electricista, 2 perruqueries i 2 restaurants.
Dels 3 establiments comercials que hi havia el 2009, 1 era una botiga de més de 120 m², 1 una fleca i 1 una carnisseria.
L'any 2000 a Fontannes hi havia 17 explotacions agrícoles que ocupaven un total de 741 hectàrees.

## Equipaments sanitaris i escolars
El 2009 hi havia una escola elemental.

## Poblacions més properes
El següent diagrama mostra les poblacions més properes.